# Edilemma foraminifera
Edilemma foraminifera är en spindelart som beskrevs av Ruiz, Brescovit 2006. Edilemma foraminifera ingår i släktet Edilemma och familjen hoppspindlar. Inga underarter finns listade i Catalogue of Life.